# Thuridilla vataae
Thuridilla vataae là một loài sên biển thuộc họ Plakobranchidae. Nó có nguồn gốc từ vùng nhiệt đới Ấn Độ Dương – Thái Bình Dương. Loài này được nhà động vật học người Pháp Jean Risbec mô tả lần đầu tiên vào năm 1928. Tên cụ thể của Thuridilla vataae đề cập đến vịnh Anse Vata ngay phía nam Nouméa, New Caledonia, nơi các mẫu vật của loài này được thu thập.

## Miêu tả
Thuridilla vataae là một loài sên nhỏ, mảnh mai, có chiều dài tối đa khoảng 2 cm (0,8 in). Cái đầu màu tía mang một vết trắng lớn hình chữ "Y". Các chi dài ở hai bên cơ thể gập ra sau để mặt dưới của chúng lộ ra. Màu sắc của chúng thay đổi đôi chút nhưng thường từ xanh tím đến xám đen, với các mảng đốm tròn màu vàng kem và đen. Mặt trên của chi bên (bình thường không nhìn thấy được) có màu tía, cùng màu với bàn chân, được chia thành hai thùy ở phía trước.

## Phân bố và môi trường sống
Thuridilla vataae được tìm thấy ở khu vực Ấn Độ Dương – Thái Bình Dương với khí hậu nhiệt đới và cận nhiệt đới. Phạm vi của loài này kéo dài từ Nam Phi đến Nhật Bản, Philippines, Bắc Úc và Vanuatu. Môi trường sống của T. vataae thường là các rạn san hô và đầm phá nước nông.

## Sinh thái
Loài sên biển này có một dải răng kitin, thường được dùng để cắt và xé nát thành tế bào của loài tảo mà nó ăn. Dải kitin có 17 – 22 cái răng hình tam giác liên tục được thay thế khi chúng bị mài mòn. Những chiếc răng bị mòn sẽ rơi vào một chiếc túi trong miệng, nơi chúng được cất giữ. Nó liên tục mở rộng khi có càng nhiều răng bị loại bỏ trong quá trình sống của sên biển.
Thuridilla vataae là một sinh vật lưỡng tính. Khi gặp nhau, hai con sên biển sẽ bắt cặp. Mỗi cá thể truyền tinh trùng cho cá thể kia rồi thụ tinh bên trong cơ thể. Sau đó, mỗi con đẻ ra một chuỗi trứng màu cam sền sệt, được quấn theo hình xoắn ốc đồng tâm. Ấu trùng nở ra từ đó. Chúng có thể là sinh vật phù du trong một thời gian trước khi định cư ở đáy biển và trải qua quá trình biến thái hoàn toàn thành con non.
Thuridilla vataae có màu sắc gần giống với sên biển Hypselodoris infucata và Hypselodoris kanga. Những loài này ăn bọt biển, tích tụ độc tố từ thức ăn và tiết nó ra từ các tuyến trên lớp áo, gây khó chịu cho những kẻ săn mồi. Đây là một dạng bắt chước kiểu Bates.